# Bathycongrus aequoreus
Bathycongrus aequoreus är en fiskart som först beskrevs av Gilbert och Cramer, 1897.  Bathycongrus aequoreus ingår i släktet Bathycongrus och familjen havsålar. Inga underarter finns listade.